# Pelourinho de Borba
O Pelourinho de Borba localiza-se na atual freguesia de São Bartolomeu (Borba), no município de Borba, distrito de Évora, em Portugal.
Este pelourinho está classificado como imóvel de interesse público desde 1993.
O pelourinho original, contemporâneo do foral de D. Manuel I foi construído no século XVI/XVII. É composto por um soco quadrangular de dois degraus quadrangulares, onde assenta a coluna de base circular, separada em quatro partes divididas por anéis. No topo está colocada uma cruz. 

Nos finais do século XIX, início do século XX removeu-se o pelourinho com destruição de alguns elementos, que mais tarde, no século XXI foram reintegrados na reconstrução do mesmo.